# The Quests
The Quests war eine Popband aus Singapur in den 1960er Jahren. Mit ihrer ersten Single Shanty standen sie als erste singapurische Band überhaupt an der Spitze der nationalen Charts.
1961 als Schülerband gegründet spielte The Quest zunächst Coverversionen von Künstlern wie Cliff Richard oder den Shadows. Ihren ersten Auftritt absolvierten die vier Schüler für eine Gage von 20 Dollar mit geliehenen Instrumenten und Verstärkern. Nach einigen Umbesetzungen veröffentlichten sie 1964 bei der Plattenfirma EMI ihre erste Single. Shanty verdrängte I Should Have Known Better von den Beatles von der Spitze der Charts und hielt sich dort zwölf Wochen. Shanty war die erste Platte einer singapurischen Band überhaupt, die die nationale Hitparade anführte. Mitte der 1960er Jahre war The Quest die populärste Band der Region. Bei Tourneen auf den Philippinen oder Brunei kam es teilweise zu Ausschreitungen, Fans „rissen den Musikern die Kleiner vom Leib“. 1970 löste sich die Band, in der nur noch zwei Mitglieder der Originalbesetzung spielten, auf.

## Diskografie

### Singles
- 1964: Shanty/Gallopin’
- 1965: Tea Break/Pop Inn Theme
- 1965: Memories/Come On And Shout
- 1965: Be My Girl/Don’t Play That Song (You Lied)
- 1966: Sign Of The Times/You Are Standing By Me
- 1967: Da Doo Ron Ron/I’ll Be Looking Out For You
- 1968: La La La Means I Love You/A World of Tomorrows

### EPs
- 1965: The Quests
- 1966: Keith Locke & The Quests
- 1967: Go Go ReQuests
- 1968: Instrumentally Yours
- 1969: Four Hits
- 1970: The Quests

### Alben
- 1966: Questing
- 1967: 33RD Revolution
- 1968: The Best Of The Quests
- 1970: The Sound Of The Quests